# پروژه پرومتئوس
پروژه پرومتئوس (انگلیسی: Project Prometheus) پروژه‌ای است که در سال ۲۰۰۳ توسط ناسا برای توسعهٔ سیستم‌های هسته‌ای در مأموریت‌های فضایی دراز مدت تأسیس شد. از زمان لغو پروژهٔ پیشرانه هسته‌ای (SNTP) در سال ۱۹۹۵، این نخستین اقدام جدی ناسا به طرف استفاده از پیشرانه هسته‌ای فضاپیما بود. این پروژه برای طراحی، توسعه و پرواز چندین مأموریت فضایی عمیق به سیاره‌های بیرونی برنامه‌ریزی شده بود.
این پروژه در سال ۲۰۰۵ به دلیل تقاضاهای دیگر بودجه ناسا لغو شد. بودجه آن از ۲۵۲٫۶ میلیون دلار در سال ۲۰۰۵ به ۱۰۰ میلیون دلار در سال ۲۰۰۶ کاهش یافت که ۹۰ میلیون دلار آن برای هزینه‌های بسته شدن در قراردادهای لغو شده بود.

## انگیزه‌ها

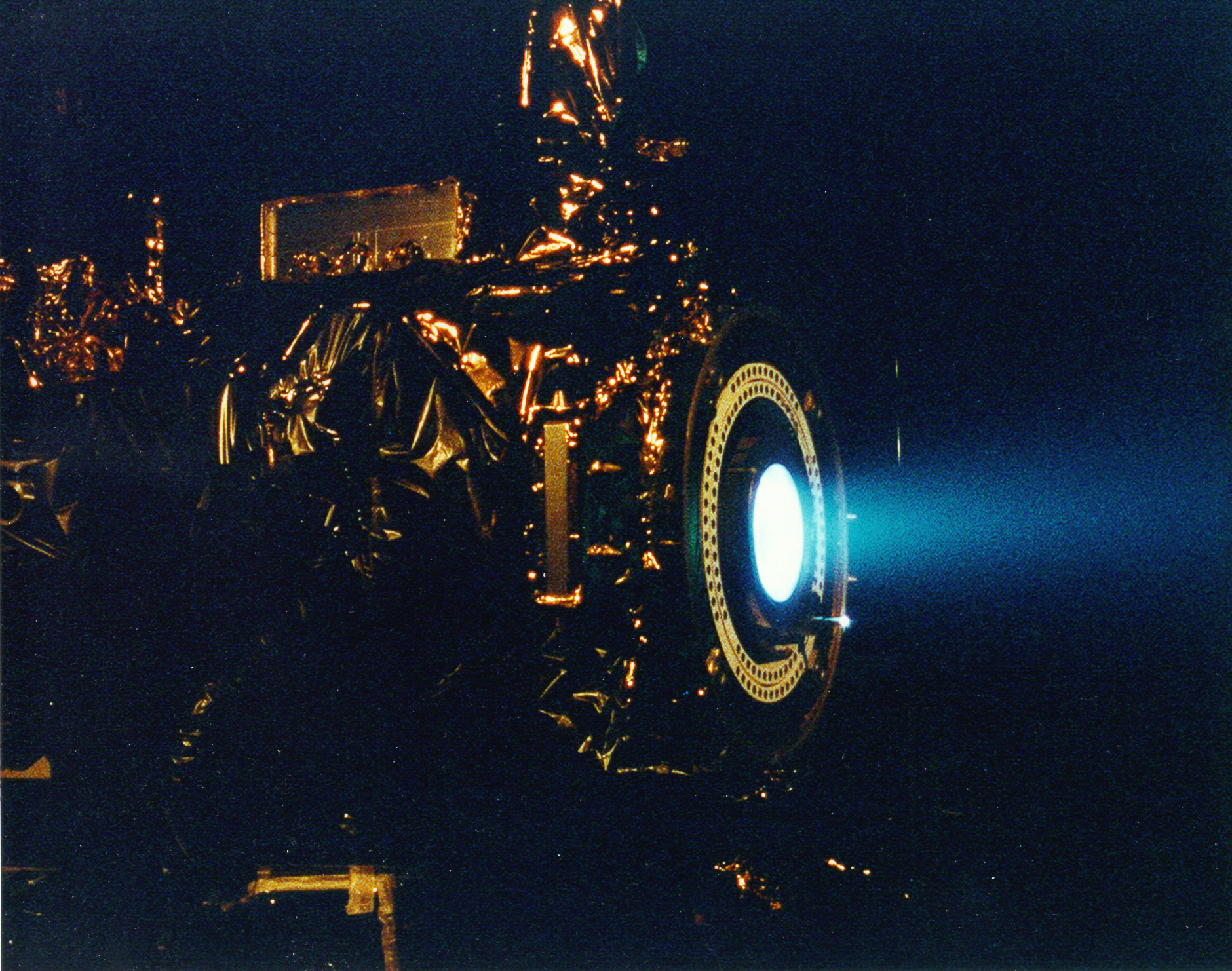
تصویری از یک تصویر بردار یونی

فضاپیماهای اکتشافی سیاره‌های بیرونی منظومه به دلیل فاصله آنها از خورشید به شدت محدود هستند زیرا نمی‌توانند از انرژی خورشیدی به عنوان منبع انرژی الکتریکی برای ابزار دقیق پردازنده یا پیشرانه یونی استفاده کنند. مأموریت‌های قبلی به سیاره‌های بیرونی مانند  ویجر و پروب گالیله بر ژنراتور ترموالکتریک رادیو ایزوتوپ (RTG) به عنوان منبع اصلی برق خود تکیه کرده‌اند. برخلاف RTGها که به گرمای تولید شده توسط پوسیدگی طبیعی ایزوتوپ‌های رادیواکتیو متکی هستند، پروژه پرومتئوس خواستار استفاده از یک راکتور هسته‌ای کوچک به عنوان منبع اصلی تهیهٔ برق شد.

## ماموریت‌ها
- مشتری مدار یخی یخی

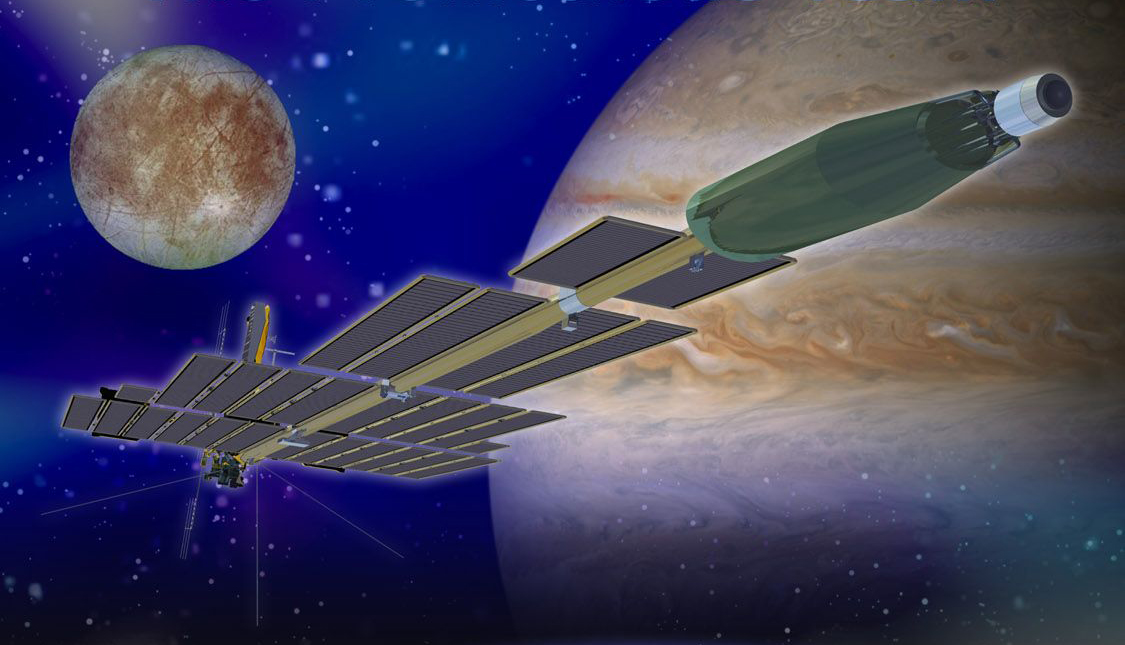
Prometheus I (Jupiter Icy Moons Orbiter)

- کاوش در قمرهای  جوویان  اروپا،  گانیمد و  کالیستو. در ابتدا برنامه‌ریزی شده بود که اولین مأموریت پروژه پرومتئوس باشد، بسیار پیچیده و گران به نظر می‌رسید و بودجه آن در بودجه ۲۰۰۶ کاهش یافت. در عوض ناسا برای آزمایش رآکتور و سیستم‌های رد گرما، احتمالاً با اندازه‌گیری یک فضاپیما از اندازه اصلی خود، یک مأموریت نمایشی را به هدف نزدیک به زمین در نظر گرفت.

## بیوند به بیرون
- NASA space propulsion and mission analysis office
- BBC audio programme about Project Prometheus
- 982-R120461, PROMETHEUS PROJECT FINAL REPORT Abstract, and link to pdf, of 227 page final report. Retrieved 2010-02-14